# Bernard Simonay
Œuvres principales
- Cycle de Phénix

Bernard Simonay, né le 2 août 1951 à La Garenne-Colombes et mort le 21 mai 2016 à Saint-Avertin, est un écrivain français. Il a publié 35 romans dans plusieurs domaines dont le fantastique, les romans policiers, les romans d'aventures et les romans historiques.

## Biographie
Très tôt, Bernard Simonay puisa son inspiration dans ses balades dans la forêt environnante. Ses lectures lui donnèrent envie d'exercer une carrière artistique. Robert Merle et René Barjavel sont les écrivains qui l'influencèrent le plus. Mais il faut y ajouter Jules Verne, H. G. Wells et bien d'autres, comme Maurice Druon et ses « Rois maudits » pour les romans historiques.
Très jeune, Bernard Simonay, envisagea une carrière dans le cinéma en tant que scénariste réalisateur. Mais le milieu du cinéma lui parut inaccessible et il commença à coucher ses histoires sur le papier, pour le plaisir. Ses études le menèrent vers les mathématiques et la physique, qu'il abandonna au bout de deux ans pour fonder une famille. Tout en exerçant des activités professionnelles qualifiées par lui-même d'alimentaires, il continua d'écrire, toujours pour le plaisir, sans véritablement penser à se faire éditer, considérant ses premiers romans comme « peu brillants ».
Jusqu'au jour où il commença la rédaction de Phénix, roman de science fantasy. L'écriture du manuscrit dura 5 ans, puis il le présenta aux Éditions du Rocher qui acceptèrent de le publier en 1986. Le succès du roman Phénix valut à son auteur de remporter les Prix cosmos 2000 et Julia-Verlanger en 1987.
Bernard Simonay vit ensuite de sa plume jusqu'à sa mort en 2016, en s'essayant à des genres aussi variés que le policier, le roman d'aventure et le roman historique, en plus du fantastique qui l'a fait connaître.

## Thèmes
Les œuvres de Bernard Simonay sont marquées par des thèmes récurrents : l'écologie, l'affirmation de soi, l'importance des femmes et la dénonciation des extrémismes religieux. Ses personnages principaux sont souvent des femmes énergiques et attachantes, des héroïnes qui choisissent de se révolter contre la domination masculine. C'est une manière pour l'auteur de lutter contre l'ostracisme dont les femmes sont victimes depuis l'aube de l'humanité.

## Œuvres

### Romans fantastiques

#### Univers de Phénix
Cycle de Phénix
- Phénix, 1986.
- Graal, 1988.
- La Malédiction de la Licorne, 1990.

Œuvres liées
- La Porte de Bronze, 1994.
- La Vallée des neuf cités, 2007 rééd. 2009.

#### Univers des enfants de l'Atlantide
Cycle des Enfants de l'Atlantide
- Le Prince déchu, 1994
- L'Archipel du Soleil, 1995
- Le Crépuscule des Géants, 1996
- La Terre des Morts, 2003

Œuvre reliée
- Le Secret interdit, 2001 (ne s'inscrit pas directement dans la saga des Enfants de l'Atlantide, mais se déroule dans le même univers, à notre époque)

#### Autres
- Le Roman de la Belle et la Bête, 2000
- La Légende de la Toison d'or, 2005

### Romans historiques
Cycle de la Première Pyramide
- La Jeunesse de Djoser, 1996
- La Cité sacrée d'Imhotep, 1997
- La Lumière d'Horus, 1998

Autres
- Antilia, 1999
- Moïse le Pharaon rebelle, 2003
- Les Enfants du volcan, 2009
- Le Lys et les Ombres, 2011
- La Guerre des Volcans, 2013
- L’Or du Solognot, 2014

### Romans d'aventure
- Les Tigres de Tasmanie, 2003
- La Dame d'Australie, 2004
- Princesse Maorie, 2006
- La Fille de la Pierre, 2006
- La Louve de Cornouaille, 2007
- L'Appel de l'orient, 2008
- L'Odyssée d'une Femme amoureuse, 2012
- La Fille de l'île longue, 2012
- L'amazone de Californie, 2013

### Romans policiers
- La Lande maudite, 1996
- La Fille du Diable, 2000
- Le Carrefour des ombres, 2009
- La Prophétie des glaces, 2009
- Le Marais des ombres, 2015

## Prix reçus
- Prix Julia-Verlanger pour Phénix en 1987.
- Prix Cosmos 2000 pour Phénix en 1987.
- Prix Julia-Verlanger pour La Porte de Bronze en 1995.